# Екстракция
Екстракция се нарича процеса на извличане на един или няколко компонента от смес в твърдо или течно състояние чрез обработка с разтворител (екстрагент). В зависимост от агрегатното състояние на сместа се различава екстракция течност-течност (напр. извличане на соли на тежки метали от отпадни води с помощта на органичен разтворител) и екстракция твърдо-течност (напр. варене на чай или кафе, извличане на олио от слънчогледови семена с петролев етер).
При екстракцията от изходната смес и разтворителя се получават рафинат (изходната смес обеднена на целевия компонент) и екстракт (разтворител плюс целеви компонент). За разлика от други методи на разделяне полученият при екстракция целеви компонент не е чист, а е смесен с разтворителя, който трябва да се отдели чред изпаряване, ректификация и др. По тази причина екстракцията е сравнително скъп метод на разделяне и се прилага в промишлеността само в определени случаи, когато например целевият компонент е нелетлив (висококипящ компонент, сол и др.), неустойчив на нагряване, когато той е с много ниска концентрация, когато разделянето чрез ректификация е невъзможно поради образуването на азеотроп или близки температури на кипене на компонентите и др.
За да бъде по-ефективна и изгодна екстракцията е необходимо:
1. целевият компонент да се разтваря по-добре в разтворителя отколкото в сместа (коефициент на разпределение К > 1)
2. целевият компонент да се разтваря по-добре от другите компоненти на сместа в разтворителя (селективност)
3. разтворителя да може да разтваря големи количества от целевия компонент (капацитет)
4. тяхното разделяне да е лесно (напр. големи разлики в температурата на кипене на разтворител и целеви компонент) и др.

Коефициентът на разпределение (на Нернст) К е отношението на молната част на целевия компонент в екстракта xE към молната му част в рафината xR в равновесие. (Може да се зададе и с други величини: масова част, относителна масова концентрация и др.)
{\displaystyle K={\frac {x_{E}}{x_{R}}}}
Ако се измерят стойностите на xE при различни стойности на xR се получава т.нар. равновесна крива xЕ= f(xR). Изчислението на процеса на екстракция може да стане ако се познава равновесната крива или равновесната (триъгълната) диаграма.
Промишлените апарати, в които се извършва екстракцията, се наричат екстрактори (често:екстракционни колони). Те имат за цел да осигурят добър фазов контакт и голяма масообменна повърхност за да се достигне по-бързо фазово равновесие. По-леката от двете несмесваеми течности се подава в долната част на колоната и се издига нагоре, докато по-тежката се подава горе и се спуска надолу. В горната и долната част на колоната са предвидеени зони в които двете течности се разделят. Ако контактът между двете течности е недостатъчен се прилага разбъркване или пулсиране за да бъде подобрен. При прекалено интензивен контакт (или ниско междуфазово напрежение) обаче може да се получи стабилна емулсия, което е нежелано явление. В лабораторни условия екстракцията се извършва често в т.нар. делителна фуния, с която двете течности могат лесно да се разделят една от друга.
Източници
1. ↑  Павлов, К.; Романков, П.; Носков, А.; Примери и задачи по процеси и апарати в химичната технология; Издателство Техника 1990
2. ↑  Stephan, K.; Mayinger, F.; Technische Thermodynamik Bd.2: Mehrstoffsysteme und chemische Reaktionen, 11.Aufl., Springer-Verlag, 1977